# Yulia Roschina
Yulia Kristoforova (Roschina), rusko-slovenska gledališka in radijska režiserka, * 3. januar 1982, Moskva.

## Življenje
Yulia Roschina, preimenovana v Yulio Kristoforovo leta 2023, se je rodila 3. januarja 1982 v Moskvi. Leta 1990 se je preselila v Slovenijo (ima tudi slovensko državljanstvo). Pri svojih triindvajsetih letih se je vpisala na Akademijo za gledališče, radio, film in televizijo v Ljubljani, smer Gledališka in radijska režija. Študij je zaključila leta 2009, diplomirala pa je 23. septembra 2016 z diplomsko nalogo z naslovom Fedra (igra o odsotnosti). Po izobrazbi je univerzitetna diplomirana režiserka.

## Delo
Opravlja poklic gledališke in radijske režiserke. 

### Režije
- Dim Zupan: Deklica za ogledalom (gledališka predstava za otroke), Gledališče Koper, oktober 2009
- Fedra Before And After (avtorski projekt po predlogi drame Sarah Kane: Sla), Gledališče Tartini, marec 2010
- Vse Fedrine Ljubezni (avtorski projekt po predlogi romana Alaina Robbe-Grilleta: Žaluzija) Gledališče Glej, december 2010
- Ribica(in)Meena (lutkovna predstava za otroke), Gledališče Koper, september 2011
- Sva.En.Sam. (avtorski, plesno-gledališki projekt po predlogi Fernanda Pessoe: Dialog v vrtu palače), Plesni teater Ljubljana, oktober 2011
- Leonard Bernstein: Težave na Tahitiju; Gian Carlo Menotti: Telefon (operni enodejanki); Cankarjev dom, december 2012
- Christoph Willibald Gluck: Ogoljufani sodnik (komorna opera); Cankarjev dom, september 2012
- Eva Kraševec: Bezgova pravljica (lutkovna predstava, priredba pravljice Hansa Christiana Andersena: Bezgova mamka); Lutkovno gledališče Ljubljana, februar 2013
- César Cui: Rdeča kapica (opera za otroke); Cankarjev dom, september 2013
- Niccolò Piccinni: La Cecchina ali Nikogaršnja Hči (komična opera); Cankarjev dom, januar 2014
- Sva. (avtorski projekt v sklopu BiTeatra); Lutkovno gledališče Ljubljana, januar 2014
- Ivor Martinić: Ko je otrok bil otrok; Mestno gledališče Ljubljansko, januar 2015
- Nebojša Pop-Tasić: Gospa Bovary; SNG Nova Gorica, april 2015
- Wolfgang Amadeus Mozart: Figarova svatba; SNG Opera in balet Ljubljana, marec 2016
- Nebojša Pop- Tasić: Zakaj ptiči pojejo; SNG Nova gorica, september 2016
- Jera Ivanc: Peter Pan (dramatizacija pravljice Peter Pan Jamesa Matthewa Barrieja); Lutkovno gledlišče Ljubljana, april 2017
- Jera Ivanc: Rdeča kapica (dramatizacija pravljice Rdeča kapica Charlesa Perraulta); Lutkovno gledališče Maribor, november 2017
- Nebojša Pop- Tasić: Onjegin (dramatizacija romana Jevgenij Onjegin Aleksandra Sergejeviča Puškina); Slovensko ljudsko gledališče Celje, maj 2018
- Jera Ivanc: Mali princ (dramatizacija pravljice Mali princ Antoina de Saint-Exupéryja); Lutkovno gledališče Ljubljana, januar 2019
- Grigorij Gorin: Baron Münchhausen;  SNG Nova Gorica, april 2019
- Federico Garcia Lorca: Dom Bernarde Alba; Drama SNG Maribor, SNG Nova Gorica, Gledališče Koper, oktober 2020
- Jera Ivanc: Čarovnik iz Oza; Lutkovno gledališče Ljubljana, maj 2021
- Maja Gal Štromar: Kdo je videl Coco?; Slovensko stalno gledališče Trst, maj 2021
- Avtorski projekt: Bolezen Duše; SNG Nova gorica, februar 2022
- Simona Hamer: Pesem za Laro; Avditorij Portorož, marec 2022
- Federico Garcia Lorca: Krvava svatba; APT Novo mesto, december 2022
- Giuseppe Verdi: Trubadur; Sng Opera in balet Ljubljana, marec 2023
- Jera Ivanc, Janez Dovč: Kresna noč; Cankarjev dom, maj 2023
- Kim Komljanec: A me slišiš?!?, Pionirski dom, november 2023
- Ástor Piazzolla: María de Buenos Aires; Sng Opera in Balet Ljubljana, februar 2024

### Asistence režije
- Predstava Žabe, Gledališče Ptuj, režija Jernej Lorenci, marec 2010
- Predstava Romeo in Julija, Lutkovno gledališče Ljubljana, režiser Jaka Ivanc, maj 2011
- Film Razredni sovražnik, produkcija Triglav Film, režiser Rok Biček, 2012
- Dokumentarni film Cent’anni, produkcija Rok Biček, režija Maja Doroteja Prelog, 2024

### Vloge
- Bolezen mladosti, režija Matjaž Farič, diplomska predstava, Cankarjev dom, januar 2010
- Ribica(in)Meena, režija Yulia Roschina, Knjigarna Libris v koprodukciji z Gledališčem Koper, 2012

### Gledališke delavnice
- vodenje gledaliških delavnic za dijake v Gimnaziji Jurija Vege v Idriji 2008/2009
- vodenje gledaliških delavnic za odrasle v Gledališču Koper v sezonah 2009/2010, 2010/2011, 2011/2012, 2012/2013

## Nagrade
- Borštnikova nagrada za najboljšo režijo uprizoritve Gospa Bovary v izvedbi SNG Nova Gorica
- Grand Prix predstavi v celoti, 17. Mednarodni festival komornega gledališča Zlati lev, Umag, 2016

## Intervjuji
- Yulia Roschina: Gledališče mora nagovoriti srce gledalca[1]

https://morfem.si/intervju/yulia-roschina-gledaliska-reziserka-delo-v-gledaliscu-cloveka-spremeni-na-bolje-ga-poveze-z-njegovimi-custvi-njegovim-bistvom-njegovo-duso/